# Zajezdnia tramwajowa Nowy Port
Zajezdnia tramwajowa Nowy Port – zajezdnia tramwajowa w Gdańsku, położona w dzielnicy Nowy Port. Jedna z dwóch czynnych gdańskich zajezdni tramwajowych. 

## Opis obiektu
Zajezdnia tramwajowa została otwarta w 1899 roku dla obsługi nowych linii tramwajowych z Nowego Portu i Brzeźna do Śródmieścia i Wrzeszcza. Pierwotnie na terenie zajezdni mieściła się również elektrownia węglowa zasilającą sieć tramwajową oraz dzielnicę Nowy Port, obecnie w jej budynku znajduje się podstacja elektryczna. W 1928 roku zbudowano eksploatowaną do dziś halę główną ze zdobionym frontem, na którym znajduje się zegar. Następne rozbudowy zajezdni miały miejsce w latach 60. XX wieku i 1976 roku, w wyniku których powstały dodatkowe tory postojowe obok hali. Zajezdnia przeszła gruntowną modernizację w 2017 roku, może tu stacjonować ok. 50 tramwajów. Obecnie jest to jedna z dwóch czynnych gdańskich zajezdni tramwajowych, obok zajezdni tramwajowej Wrzeszcz. Obiekt wpisany jest do gminnej ewidencji zabytków.